# Московский театр юного зрителя
Театр МТЮЗ (Московский ТЮЗ, Московский театр юного зрителя) — театр в Тверском районе города Москвы. Основан в 1920 году как Первый государственный театр для детей, в 1941 году объединён с ещё одним московским ТЮЗом. В 1970 году награждён Орденом Трудового Красного Знамени, а в 1980-м получил Премию Ленинского комсомола.
С 1987 года главным режиссёром театра являлась Генриетта Яновская. С декабря 2023 года — Пётр Шерешевский.

## История
ТЮЗ организован в 1920 году по инициативе народного комиссара Анатолия Луначарского. В этом же году был создан художественный комитет для работы над репертуаром и хозяйственной деятельностью театра. В то время театр носил название Первый государственный театр для детей. Первым показанным в 1920 году спектаклем был «Маугли». На тот момент зрительный зал вмещал 330 человек. С 1920 по 1922 год были поставлены «Соловей», «Детская», «Медведь и Паша», «Красочки». Несмотря на успех у зрителей, критики упрекали театр в несоответствии образовательным стандартам, в искусственной наивности, излишнем эстетизме. В 1923 году встал вопрос об объединении Государственного театра и Московского театра для детей, однако комиссия, исследовавшая театры, отклонила это предложение.
В 1924-м был создан Московский театр юного зрителя под руководством Ольги Рудаковой, он был передвижным, играл в клубах, скверах, школах и ежегодно гастролировал по городам Советского Союза: за пять лет побывал в 54 городах и фабричных посёлках. В 1932 году театр получил помещение на улице Горького, 23.
В 1925 году Первый государственный театр для детей переименовали в Первый государственный педагогический, в 1931 году он получил статус Государственного Центрального театра юного зрителя (Госценттюз). В 1941 году решением Комитета по делам искусства коллективы обоих ТЮЗов были объединены в Московский театр юного зрителя (МТЮЗ). Из репертуара Госцентюза остался только спектакль «Свои люди — сочтёмся», возобновлённый режиссёром Валентином Колесаевым.
В военные годы МТЮЗ работал в Татарии (Зеленодольск) и Муроме (Владимирская область). В 1943 году вернулся в Москву. В 1950 году МТЮЗ получил здание в Садовском переулке (в настоящий момент — Мамоновский переулок), в котором ранее работали Театр Петрушки, Театр теней, Детский театр Натальи Сац, Театр кукол Сергея Образцова.
В советское время целью театра было воспитание патриотизма в детях, поэтому репертуар был ограничен, ставили пьесы для детей и подростков: «Путь далёкий» (1929), «Первая любовь» (1940), «Двенадцать месяцев» (1947), «Последние» (1967) и другие. В 1968-м в МТЮЗе был показан один из первых мюзиклов в СССР «Мой брат играет на кларнете».
В 1970 году театр награждён Орденом Трудового Красного Знамени, а в 1980-м — Премией Ленинского комсомола.
В 1987 году театр под руководством Генриетты Яновской поставил спектакль «Собачье сердце», который принес МТЮЗу известность за рубежом и был показан в Европе, Турции, Израиле. С этой постановки Яновская начала сотрудничать с художником Сергеем Бархиным, оформлявший последующие её спектакли. Вскоре к коллективу присоединился режиссёр Кама Гинкас, поставивший «Записки из подполья» (1988), «Играем „Преступление“» (1991), «Казнь декабристов» (1995), «Пушкин. Дуэль. Смерть» (1999) и другие.

## Современность

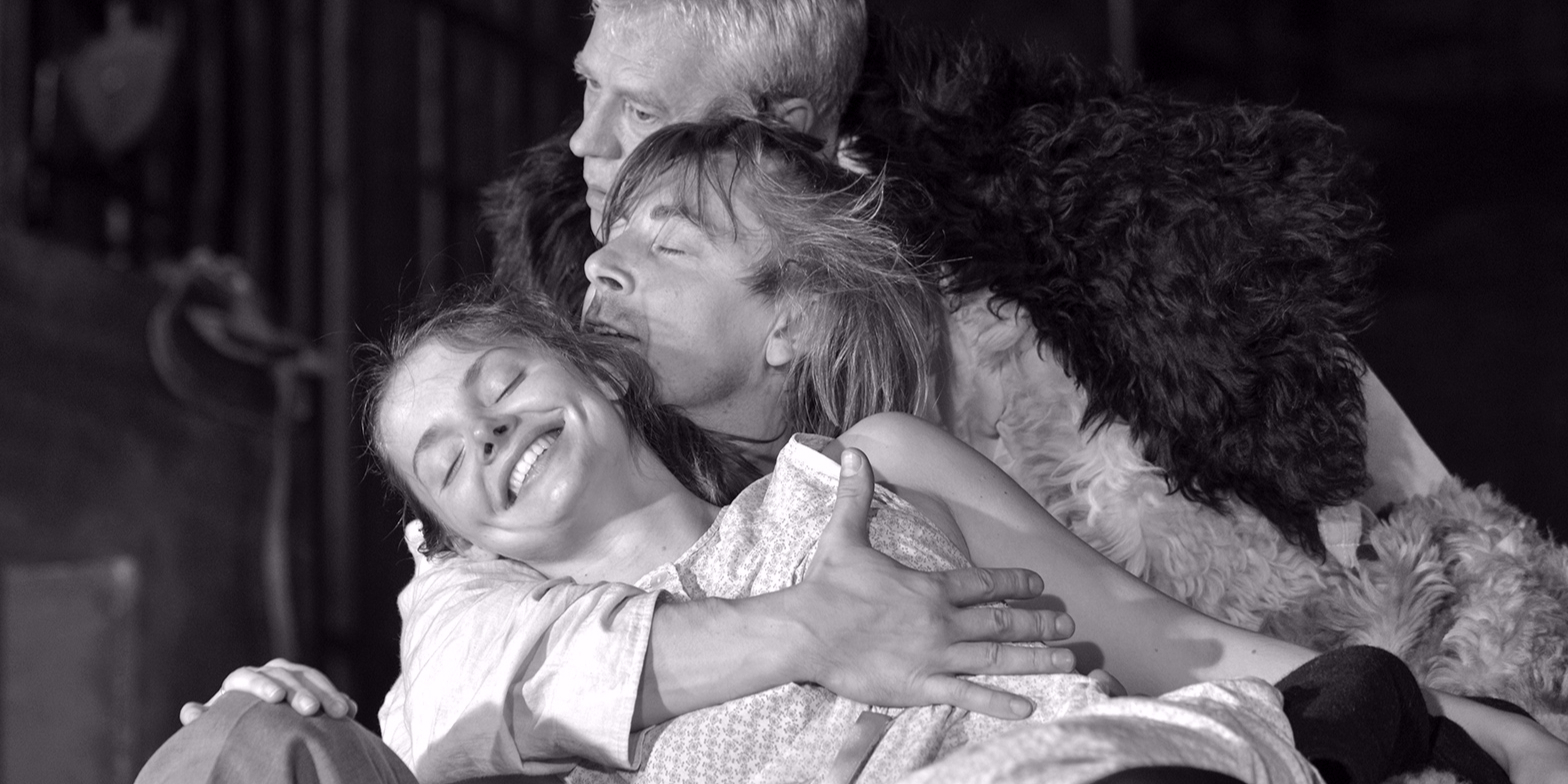
Леди Макбет нашего уезда, 2017 год

В 2011 году было объявлено о реконструкции здания МТЮЗа. Планировалось отремонтировать существующий зал на 600 мест и сделать дополнительный на 230. В этом же году МТЮЗ показал спектакль «Шуты Шекспировы» по произведениям Уильяма Шекспира.
В ноябре 2013-го Кама Гинкас представил премьеру спектакля «Леди Макбет нашего уезда» с Елизаветой Боярской в главной роли, эта постановка в 2014 году стала лауреатом премии Станиславского в номинации «Событие сезона». В 2015 году на сцене МТЮЗа прошел пятнадцатый марафон спектаклей Театра Романа Виктюка, где показали «Служанок», «Федру», «Венецианку» и другие постановки. На фестивале «Сезон Станиславского» 2016 года в Москве ТЮЗ представил спектакль «По дороге в …». В 2017-м состоялась премьера «Всё кончено» по пьесе Эдварда Олби и спектакля «Ревизор» режиссёра Александра Нестерова.
Каждый год в Международный день защиты детей МТЮЗ устраивает благотворительный спектакль для детей-сирот, инвалидов, детей из малообеспеченных семей и многодетных семей. Также театр приезжает с благотворительными постановками в разные города страны.

## Руководители театра

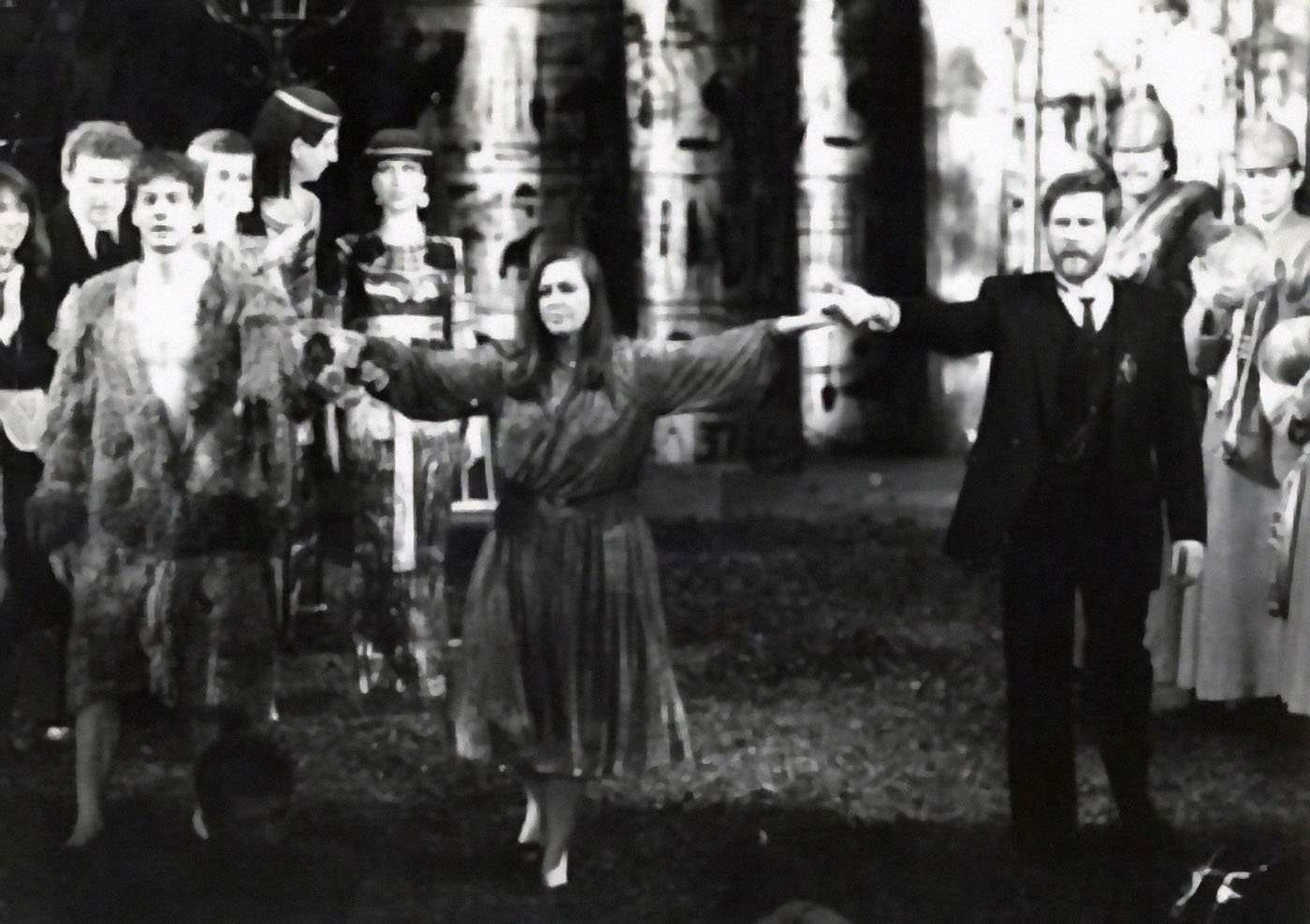
Генриетта Яновская на премьере спектакля «Собачье сердце», 1987 год.

- с 1987 — Генриетта Яновская
- 1976—1986 — Юрий Жигульский
- 1965—1973 — Павел Хомский
- 1957—1965 — Борис Голубовский
- 1946—1957 — Павел Цетнерович
- 1928—1940 — Геннадий Шагаев

## Действующая труппа
- Агафонов Дмитрий
- Александрушкина Екатерина
- Алексеев Алексей
- Балалаев Игорь
- Баринов Валерий
- Белановская Татьяна
- Белов Сергей
- Борисова Илона
- Боярская Елизавета
- Брейкина Светлана
- Верберг Виктория
- Виноградов Максим
- Волоцкий Евгений
- Ворожищева Марина
- Гапоненко Ольга
- Гордин Игорь
- Гусинская Марина
- Демидова Ольга
- Ельчанинов Константин
- Златова Наталья
- Зубанова Марина
- Калимулин Эльдар
- Карпушина Екатерина
- Кирчак Екатерина
- Коршунов Антон
- Кудряшов Арсений
- Лагутина Оксана
- Левченко Елена
- Луговая Мария
- Мотева Наталья
- Мысина Оксана
- Нестерова Арина
- Одинцова Полина
- Платонов Вячеслав
- Погосян Сергей
- Поймалов Павел
- Ребров Олег
- Руднева Любовь
- Салимоненко Анатолий
- Слесарев Михаил
- Сливина София
- Смирнов Илья
- Созыкин Илья
- Стебунова Алёна
- Супонин Дмитрий
- Тараньжин Александр
- Тарасенко Юрий
- Шайхутдинов Искандер
- Шляга Илья[16]

## Постановки
- 1945 — «Земля родная»
- 1945 — «Крепость на границе»
- 1945 — «Свои люди - сочтемся»
- 1945 — «Три мушкетера»
- 1946 — «Аленушка»
- 1946 — «Сказка о правде»
- 1946 — «Коварство и любовь»

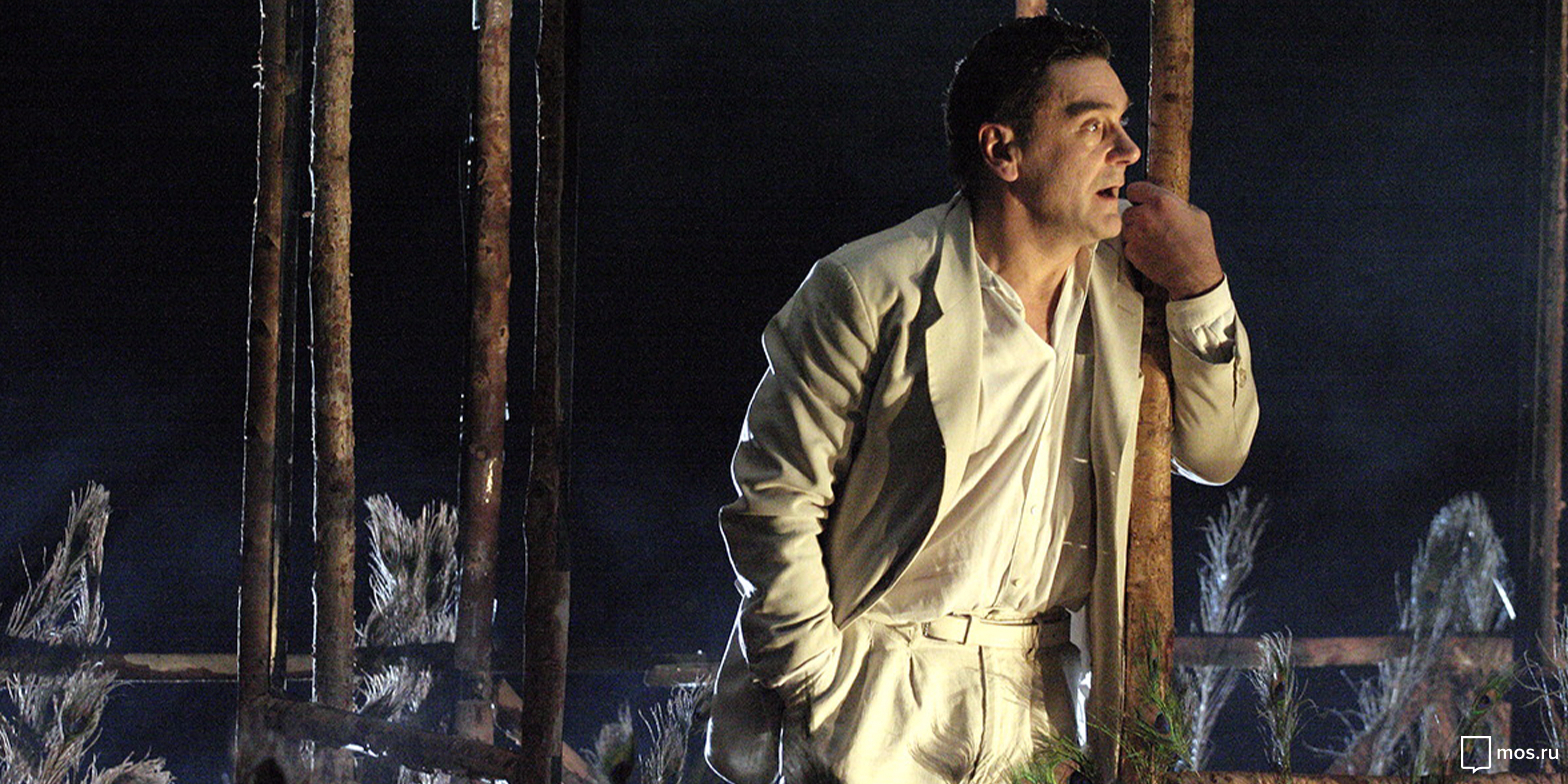
Чёрный монах, 2016 год

- 1947 — «Двенадцать месяцев» С. Я. Маршака, Реж.: П.В. Цетнерович
- 1947 — «В начале мая»
- 1947 — «Начало пути» В. А. Любимова, Реж.: П.В. Цетнерович
- 1948 — «Гастелло» И. В. Штока, Реж.: П.В. Цетнерович
- 1948 — «Красная шапочка» Е. Л. Шварца
- 1948 — «У нас экзамены»
- 1949 — «Волшебный клад» П. Маляревского, Реж.: П. Ершов, Худ.: В.Л. Талалай
- 1949 — «Хижина дяди Тома»
- 1949 — «Аттестат зрелости» Л. Б. Гераскиной, Реж.: П.В. Цетнерович
- 1950 — «Суворовцы» Рысса и Моторина, Реж.: П.В. Цетнерович
- 1950 — «Синий цветочек» Л. Гераскиной, Реж.: П.А. Гаврилов, Е.С. Евдокимов, Худ.: В.Л. Талалай
- 1950 — «Лена Рогачева» Е.С. Рысса
- 1951 — «Мальчик из Марселя» Ц.С. Солодаря
- 1951 — «Зайка-зазнайка» С. В. Михалкова
- 1952 — «Королевство кривых зеркал» В. Губарева и А. Успенского, Реж.: С.А. Баркан, Худ.: В.Л. Талалай, Б.М. Баранов
- 1952 — «Право на счастье»
- 1952 — «Павлик Морозов» В. Г. Губарева, Реж.: П.В. Цетнерович, Е.С. Евдокимов, Худ.: В.Л. Талалай
- 1953 — «Голубая звезда»
- 1953 — «Ревизор» Н.В. Гоголя,
- 1953 — «Гимназисты» К. А. Тренёва, Реж.: П.В. Цетнерович
- 1954 — «Два клёна» Е. Л. Шварца
- 1954 — «Старая крепость» М. Блеймана, Реж.: Б.Г. Голубовский
- 1955 — «Её будущее» Л.Б. Гераскиной, Реж.:
- 1955 — «Тенгери Геза» Б.Г. Юнгера, Реж.:
- 1955 — «Белеет парус одинокий»
- 1955 — «Чистые руки» М.Ф. Шатрова, Реж.: П.В. Цетнерович, Худ.: Г.А. Федоров
- 1956 — «Место в жизни» М.Ф. Шатрова, Реж.: Е.С. Евдокимов, Худ.: Г.А. Федоров
- 1956 — «Великий волшебник» В.Г. Губарева, Реж.: В.М. Бебутов, Худ.: В.Л. Талалай
- 1956 — «Серебряное копытце» Е.А. Пермяка по сказу П.П. Бажова, Реж.: В.А. Кудрявцев, Худ.: Г.А. Федоров
- 1956 — «Выпускники» 3дислава Сковронского, Реж.: Е.С. Евдокимов, Худ.: В.Л. Талалай
- 1957 — «Дорога мечтаний» Д. Дара и Г. Ягдфельда, Реж.: П.В. Цетнерович, Худ.: В.Л. Талалай
- 1957 — «Право на счастье» Л. Б. Гераскина, Реж.: П.В. Цетнерович
- 1957 — «Именем революции» М. Ф. Шатрова, Реж.: Б.Г. Голубовский
- 1957 — «О чем рассказали волшебники» В. Н. Коростылева
- 1957 — «Кристаллы "П.С.» М. Львовского, Реж.: Е.С. Евдокимов, Худ.: Г.А. Федоров
- 1957 - "Мой суровый друг" по повести Л. Жарникова " Повесть о моём суровом друге". Реж.: В. Фридман, худ... П.А. Белов, В.Я. Ворошилов.
- 1958 — «Шестеро любимых» А. Арбузова
- 1958 — «Новый костюм» М.Г. Львовского
- 1958 — «Меридиан 361-й» М. Ф. Шатрова
- 1958 — «Пароход зовут Орлёнок» А.А. Галича, Реж.: Б.Г. Голубовский
- 1959 — «Король Пиф-Паф, но не в этом дело» Коростылёва
- 1959 — «Кукла Надя и другие»
- 1959 — «Пока не поздно»
- 1959 — «Таланты и поклонники»
- 1960 — «Двенадцать месяцев»
- 1960 — «Случай в интернате»
- 1960 — «Тень над переулком»
- 1960 — «Чудесный клад»
- 1960 — «Три поросенка» С. В. Михалкова
- 1960 — «Мечта моя…Индия» Э.С. Радзинского, Реж.: Б.Г. Голубовский
- 1961 — «Всё это не так просто» Г. Шмелёва, Л. Исаровой, Реж.: Б. Г. Голубовский, В. К. Горелов
- 1961 — «Загорается маяк» Н.Н. Добронравова и С.Т. Гребенникова, Реж.: Б.Г. Голубовский
- 1961 — «Самая счастливая» Исаровой
- 1962 — «Капитанская дочка»
- 1962 — «Мальчишки из Гаваны» Чичкова
- 1962 — «Парень из нашего города»
- 1963 — «Любовь к трём апельсинам» Светлова (по мотивам сказки Гоцци)
- 1963 — «Иди и не бойся» Семёнова
- 1963 — «Вовка на планете Ялмез» Коростылёва
- 1964 — «Ромео и Джульетта» Шекспира, Реж.: Б.Г. Голубовский
- 1964 — «Убить пересмешника»
- 1965 — «Отец»
- 1965 — «Подвиг во льдах или пожар во флигеле»
- 1965 — «Тебе посвящается...»
- 1966 — «Трусохвостик» С. В. Михалкова
- 1966 — «Будьте готовы, Ваше высочество!» Л. А. Кассиля и П. О. Хомского, Постановка: П.О. Хомского
- 1966 — «За тюремной стеной» Ю. П. Германа, Постановка: П.О. Хомского
- 1966 — «Варшавский набат» В. Коростылёва, Постановка: П.О. Хомского
- 1967 — «Звезда» М. Г. Львовского по мотивам повести Э. Г. Казакевича, Постановка: П.О. Хомского
- 1967 — «Мужчина семнадцати лет» И. М. Дворецкого, Постановка: П.О. Хомского
- 1967 — «Наташа» М. М. Берестинского, Постановка: П.О. Хомского
- 1967 — «Лунный глобус» В. Н. Коростылева
- 1968 — «Винни-Пух и его друзья»
- 1968 — «Мой брат играет на кларнете» А. Г. Алексина, Постановка: П.О. Хомского
- 1969 — «Пеппи - Длинный чулок» С. Л. Лунгина и Н. Нусинова по мотивам сказки А. Линдгрен
- 1969 — «Эй ты, здравствуй!» Г. Мамлина[17]
- 1969 — «Том Кенти»
- 1969 — «Синее море, белый пароход» Г.Н. Машкина
- 1970 — «В стране вечных каникул» А. Г. Алексина
- 1970 — «Грозовой год» А. Я. Каплера, Постановка: П.О. Хомского
- 1970 — «Под каштанами Праги» К. М. Симонова, Постановка: П.О. Хомского
- 1971 — «Как дела, молодой человек?» Ш.-Ш. Тота, Постановка: П.О. Хомского Худ. В.Я. Ворошилов
- 1972 — «Дорогой мальчик» С. В. Михалкова, Постановка: П.О. Хомского (премьера — 13  марта  1972)
- 1972 — «Мещане» М. Горького
- 1972 — «Побег в Гренаду» Г. И. Полонского, Постановка: П.О. Хомского
- 1973 — «Парадный вход» Г. С. Мамлина
- 1974 — «Любовь необъяснимая» Н. Йорданова
- 1974 — «Побег» Р. И. Ибрагимбекова
- 1975 — «Нахаленок» Ю. Е. Жигульского по мотивам рассказов М. А. Шолохова
- 1975 — «В порядке обмана» А. Л. Барто
- 1975 — «Торопись успеть»
- 1976 — «Последние»
- 1976 — «Простые парни»
- 1976 — «Путешественник»
- 1977 — «И завтра - бой!» Т. А. Гайдара и Г. Яловича
- 1977 — «Шестое июля»
- 1977 — «Когда пойдет снег?» В. Н. Токарева по повести Д. И. Рубиной
- 1977 — «Остановите Малахова!»
- 1978 — «Пойдем в кино»
- 1978 — «Сказка о царе Салтане»
- 1979 — «Наташа Ростова» Д. К. Орлова по мотивам романа Л. Н. Толстого "Война и мир"
- 1979 — «Р. В. С.»
- 1979 — «Родительская суббота»
- 1979 — «Униженные и оскорбленные»
- 1979 — «Нашествие» Л. М. Леонова
- 1980 — «Товарищи - дети»
- 1980 — «Вся его жизнь» Е. И. Габриловича. Худ. В.Я. Ворошилов.
- 1980 — «Стеклянный зверинец» Т. Уильямса
- 1980 — «Серебряное копытце»
- 1981 — «Перепелка в горящей соломе» Г. И. Полонского
- 1981 — «Много шума из ничего»
- 1982 — «Новенький» Э. Акопова
- 1982 — «Погоня» В. Л. Макаровского
- 1982 — «Салют динозаврам» Г.С. Мамлина
- 1982 — «Бесприданница» А. Н. Островского
- 1983 — «Против течения»
- 1983 — «Три дня в гостях»
- 1984 — «Анчутка»
- 1984 — «Рюи Блаз»
- 1984 — «Весенний день 30 апреля»
- 1984 — «Русский вопрос»
- 1987 — «Собачье сердце», режиссёр Генриетта Яновская
- 1988 — «Соловей», режиссёр Генриетта Яновская
- 1989 — «Good-bye, America!!!», режиссёр Генриетта Яновская, художник Сергей Бархин
- 1991 — «Играем «Преступление», режиссёр Кама Гинкас
- 1993 — «Иванов и другие», режиссёр Генриетта Яновская, сценография Сергей Бархин, костюмы Татьяна Бархина
- 1994 — «Казнь декабристов», режиссёр Кама Гинкас; «К. И. из „Преступления“», режиссёр Кама Гинкас
- 1997 — «Гроза», режиссёр Генриетта Яновская, художник Сергей Бархин; «Оловянные кольца», режиссёр Александр Калинин, художественный руководитель Генриетта Яновская
- 1998 — «Татьяна Репина», режиссёр Владимир Фокин; «Золотой петушок», режиссёр Кама Гинкас, художники Анастасия Глебова, Светлана Архипова
- 1999 — «Пушкин. Дуэль Смерть», режиссёр Кама Гинкас, хореография Светлана Воскресенская, костюмы Татьяны Бархина; «Чёрный монах», режиссёр Кама Гинкас, пространство Сергей Бархин
- 2001 — «Свидетель обвинения», режиссёр Генриетта Яновская, пространство Сергей Бархин, костюмы Татьяны Бархина
- 2003 — «Дама с собачкой», режиссёр Кама Гинкас, пространство Сергей Бархин
- 2004 — «Необычайные приключения Т. С. Г. Ф.», режиссёр Рузанна Мовсесян, художественный руководитель Генриетта Яновская; «Скрипка Ротшильда», режиссёр Кама Гинкас, пространство Сергей Бархин; «Трамвай „Желание“», режиссёр Генриетта Яновская, костюмы Светлана Логофет
- 2006 — «Нелепая поэмка», режиссёр Кама Гинкас, пространство Сергей Бархин; «Зелёная птичка», режиссёр Геннадий Тростянецкий
- 2007 — «Роберто Зукко», режиссёр Кама Гинкас
- 2013 — «Леди Макбет нашего уезда», режиссёр Кама Гинкас, пространство Сергей Бархин; «С любимыми не расставайтесь», режиссёр Генриетта Яновская, пространство Сергей Бархин
- 2016 — «Плешивый Амур», режиссёр Генриетта Яновская, пространство Сергей Бархин
- 2018 – "Вариации Тайны", режиссёр Кама Гинкас
- 2019 – "Пять шагов до тебя", режиссёр Олег Липовецкий
- 2021 – "Последняя лента Крэппа", режиссёр Кама Гинкас[18]

## Награды и премии
Постановка МТЮЗа «Good-bye, America!!!» была отмечена как лучший спектакль Москвы сезона 1988—1989 года. В 1991 году Кама Гинкас получил приз московской театральной критики за лучшую режиссёрскую работу года — «Играем „Преступление“».
«Оловянные кольца» Яновской был награждён премией Московского фестиваля спектаклей для детей, победил в номинациях «Лучшая мужская роль» и «Лучшая эпизодическая роль». Её также наградили премией «Хрустальная Турандот» и «Чайка» за спектакль «Гроза» в 1998-м и «Свидетель обвинения» Агаты Кристи в 2001 году.
Премьеры «Золотой петушок» Александра Пушкина и «Пушкин. Дуэль. Смерть.» в сезоне 1998—1999 года стали победителями фестиваля «Россия — первая любовь…». В 1999-м за спектакли: «К. И. из „Преступления“», «Казнь декабристов», «Пушкин. Дуэль. Смерть.» Кама Гинкас получил Государственную премию России. Спектакль Гинкаса «Черный монах» в 2000-м получил Гран-при на фестивале «Балтийский дом» в Санкт-Петербурге и приз критики «За лучший спектакль». В этом же году Кама Миронович был награждён премией «Чайка» за лучшую режиссёрскую работу. В 2003 году спектакль «Дама с собачкой» назвали «Лучшим спектаклем малой формы», а Каму Гинкаса — «Лучшим режиссёром». В 2005 году постановка «Скрипка Ротшильда» получила премию в номинации «лучший спектакль большой формы».
Премия «Хрустальная Турандот» за лучшую режиссуру и премия имени Станиславского в 2006-м досталась спектаклю «Трамвай „Желание“». В 2008 году спектакль Гинкаса «Роберто Зукко» награждён премией «Хрустальная Турандот» в номинации «Лучшая режиссура».
На фестивале «Текстура» в Перми в 2013 году актёры постановки «Лейтенанта с острова Инишмор» получили премию в номинации «Актер СегоДня». На следующий год спектакль «С любимыми не расставайтесь» Яновской и «Леди Макбет нашего уезда» Гинкаса стали лауреатами премии Станиславского в номинации «Событие сезона». Спектакль «Плешивый Амур» в 2016 году стал лауреатом премии «Хрустальная Турандот» в номинациях «Лучший спектакль» и «Лучшая сценография».

## Гастроли
Московские театр юного зрителя регулярно выезжает на гастроли по России и на международные театральные фестивали. В 1997 и 1998 году спектакли «К. И. из „Преступления“», «Гроза», «Татьяна Репина» участвовали во французском Авиньонском фестивале. В 1999 и 2000 годах МТЮЗ представляли Россию на фестивале БИТЕФ в Белграде. В 2001, 2003 и в 2005 году «Черный монах», «Дама с собачкой» и «Скрипка Ротшильда» были показаны на фестивале «Kontakt» в Польше. Спектакль «К. И. из „Преступления“» в 2002 году участвовал в «Paradise lost» в Амстердаме и на международном фестивале «SammerScape» в 2003 году. Спектакли Московского ТЮЗа также были представлены в разные годы на международных театральных фестивалях: «Life», «Mini Fest 2000», «MESS 2004», «Ex Ponto», «Радуга» и других. В 2016 году театр приезжал в Оренбург со спектаклями «Скрипка Ротшильда» и «С любимыми не расставайтесь». Театр также регулярно участвует в фестивале «Балтийский дом» и «Золотая Маска».